# Lisa Oed
Lisa Oed (2 de enero de 1999) es una deportista de Alemania que compite en atletismo. Ganó una medalla de bronce en el Campeonato Europeo de Atletismo Sub-23 de 2021, en la prueba de 10 000 m.